# Ксани (село)
Ксани (груз. ქსანი) — село в Грузии, на территории Мцхетского муниципалитета края (мхаре) Мцхета-Мтианети.

## География
Село находится в центральной части Грузии, на левом берегу реки Куры, вблизи места впадения в неё реки Ксани, на расстоянии приблизительно 9 километров (по прямой) к западу от города Мцхета, административного центра края и муниципалитета. Абсолютная высота — 490 метров над уровнем моря.

## Население
По результатам официальной переписи населения 2014 года в Ксани проживало 2962 человека (2376 мужчин и 586 женщин). В национальной структуре населения грузины составляли 89,7 %, азербайджанцы — 7,2 %, армяне — 3,1 %.
| Год  | Население, человек |
| ---- | ------------------ |
| 2002 | 1658               |
| 2014 | ↗ 2962             |